# Тамено-Шете, Пнина
Пнина Тамено-Шете (ивр. פנינה (פנטה) תַּמֶנוֹ־שֶׁטֶה‎; 1 ноября 1981, Эфиопия) — израильский политик, адвокат и журналист. Первая женщина — уроженка Эфиопии, ставшая депутатом кнессета и министром правительства Израиля. Активно выступает за права израильтян эфиопского происхождения.

## Биография
Пнина Тамено-Шете родилась 1 ноября 1981 года в Эфиопии в городе Вузабе. Когда ей было три года, её семья репатриировалась в Израиль. Она изучала право в Академическом колледже Оно, где стала заместителем председателя Национальной эфиопской студенческой ассоциации. Участвовала в студенческих акциях протеста против дискриминации эфиопских евреев. С 2007 по 2012 год работала репортером Первого канала.
Ещё до выборов 2013 года вступила в партию «Еш Атид». На парламентских выборах 2013 года шла в списке партии под номером 14 и стала депутатом кнессета. На парламентских выборах 2015 года шла под номером 13, однако ей не хватило голосов, чтобы вновь стать депутатом Кнессета. В 2018 году сменила в кнессете депутата Яакова Пери.
29 марта 2020 года вышла из «Еш Атид», чтобы остаться в «Кахоль-лаване», а 15 мая была назначена министром по вопросам алии и интеграции в коалиционном правительстве национального единства Биньямина Нетаньяху и Бени Ганца.